# Сражение при Тунгуане
Сражение при Тунгуане (кит. 靈寶、潼關之戰) — одно из сражений во время восстания Ань Лушаня, произошедшее в июне 756 года. Победа повстанцев при Тунгуане позволила им захватить столицу Танской империи город Чанъань.
Провозгласив себя императором, руководитель восставших Ань Лушань направил войска на столицу танской империи Чанъань. Однако к тому времени танский двор сумел перебросить к столице боеспособные пограничные армии с запада страны, из Хэси и Лунъю, и в течение четырех месяцев продвижение повстанческих войск шло крайне медленно и с большими потерями. 
Военачальник Ань Лушаня Цуй Цяньюй предпринял несколько неудачных попыток овладеть стратегически важнейшим проходом Тунгуань (провинция Шэньси)，открывавшим доступ на Китайскую равнину. Проход защищали войска полководца Гэшу Ханя (Гэ Шухань), который имел армию численностью 200 000 человек и придерживался оборонительной тактики. Линия фронта стабилизировалась в Тунгуане и Наньяне.
В июне 756 года по совету Ян Гочжуна император Сюаньцзун велел Гэшу Ханю сойти с перевала и атаковать мятежные войска, чтобы вернуть Лоян. Гешу Хан находился в отчаянном положении, и у него не было другого выбора, кроме как повести 150 000 пехотинцев на восток. Когда правительственные войска достигли западного плато Линбао, то увидели, что повстанцы уже расположились лагерем впереди, в стратегическом месте, опираясь на горы на юге и контролируя Желтую реку на севере.
Сбив противника с передовых позиций, правительственная армия продолжила наступление по узкой дороге с крутыми скалами по обеим сторонам. Мятежный военачальник Цуй Цяньюй устроил засаду и в ночном бою разбил её. Элитные войска были почти полностью уничтожены, и только более 8000 человек бежали обратно в Тунгуань, который также был потерян. Гэшу Хань был захвачен одним из его подчиненных, Хоба Гуйжэнем, и доставлен в ставку Ань Лушаня.
Чанъань оказался почти беззащитен перед повстанцами. Император Сюаньцзун, получив известие о поражении танских войск у прохода Тунгуань, с горсткой приближенных и домочадцами ночью тайно бежал из столицы в Сычуань. Столица страны Чанъань пала.